# Philopota nitida
Philopota nitida är en tvåvingeart som beskrevs av John Obadiah Westwood 1848. Philopota nitida ingår i släktet Philopota och familjen kulflugor. Inga underarter finns listade i Catalogue of Life.